# Raiffeisenbank Werratal-Landeck
Die Raiffeisenbank Werratal-Landeck eG ist eine Genossenschaftsbank mit Sitz in der hessischen Stadt Heringen (Werra) im Landkreis Hersfeld-Rotenburg.

## Geschichte

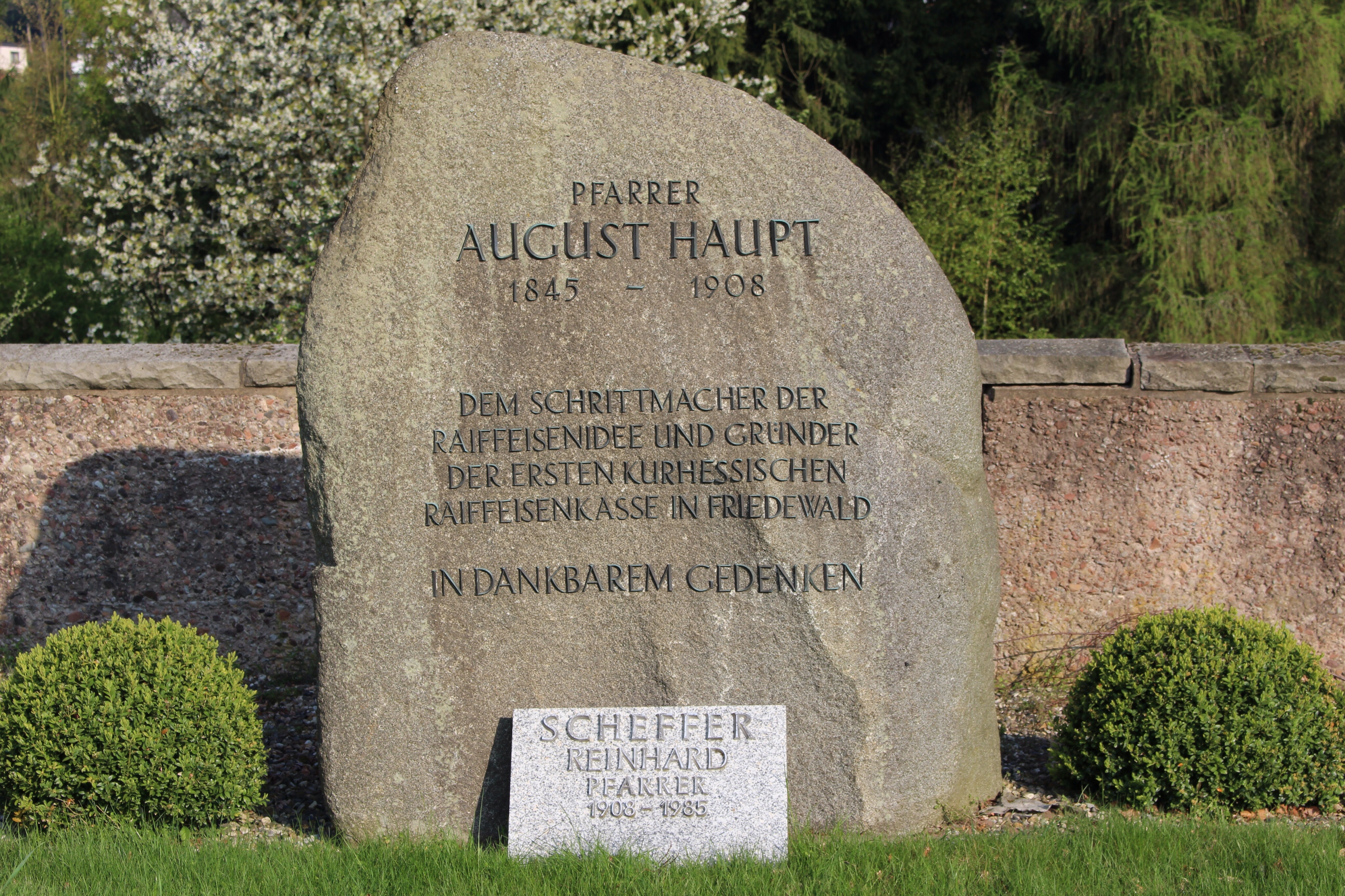
Gedenkstein Pfarrer Haupt

Am 18. Februar 1879 entstand der Friedewalder Darlehenskassen-Verein auf Initiative des Pfarrers August Haupt. Er war der erste nach dem System Raiffeisen arbeitende Spar- und Darlehenskassenverein in Kurhessen. Die Landwirtschaftlichen Betriebe in Friedewald und Umkreis waren dadurch in der Lage, sich bei der Geldbeschaffung eines eigenen, auf ihre Interessen zugeschnittenen Instituts zu bedienen.
Kurz danach wurden am 17. September 1879 in Philippsthal der Philippsthaler Spar- und Darlehenskassen-Vereins durch Pfarrer Rosenstock und am 29. Oktober 1879 in Heringen (Werra) der Heringer Darlehenskassen-Verein durch Kantor Wehnes gegründet.
Nach über 100 Jahren der Selbstständigkeit verschmolz die Raiffeisenbank Friedewald eG am 19. August 1980 mit der Raiffeisenbank Ransbach e.G. mit dem Sitz in Ransbach zur Raiffeisenbank Friedewald-Ransbach eG mit dem Sitz in Ransbach, die sich am 12. Juni 1981 nach einer weiteren Fusion mit der Raiffeisenbank Hilmes eG mit dem Sitz in Hilmes in Raiffeisenbank Landeck eG mit dem Sitz in Ransbach umbenannte. Im Jahr 1990 erfolgte dann die Fusion mit der Raiffeisenbank Schenklengsfeld e.G. mit dem Sitz in Schenklengsfeld.
Parallel zur Entwicklung der Raiffeisenbank Landeck eG verliefen die Geschichten der benachbarten Genossenschaftsbanken in Heringen und Philippsthal. Nachdem die Raiffeisenbank Philippsthal eG und die Raiffeisenbank Werratal eG. jahrzehntelang als selbstständige Genossenschaften agiert hatten, schlossen sich beide Unternehmen im Jahr 1993 zur Raiffeisenbank Werratal Philippsthal Heringen eG mit dem Sitz in Heringen (Werra) zusammen. Die Raiffeisenbank Werratal eG. entstand zuvor als Raiffeisenbank Werratal eGmbH im Jahr 1970 aus der Fusion der Raiffeisenbank Heringen eGmbH mit der Raiffeisenkasse Widdershausen eGmbH mit dem Sitz in Widdershausen.
Mit Beschluss der Generalversammlung vom 5. Juni 1998 erfolgte die Fusion der Raiffeisenbank Landeck eG mit der Raiffeisenbank Werratal Philippsthal Heringen eG zur Raiffeisenbank Werratal-Landeck eG mit dem Sitz in Heringen (Werra).

## Rechtsverhältnisse
Die Raiffeisenbank Werratal-Landeck eG ist im Genossenschaftsregister beim Amtsgericht Bad Hersfeld unter GnR 112 eingetragen.

## Organisationsstruktur
Rechtsgrundlagen sind das Genossenschaftsgesetz und die durch die Generalversammlung beschlossene Satzung. Organe der Bank sind der Vorstand, der Aufsichtsrat und die Generalversammlung. Der Vorstand leitet die Genossenschaft in eigener Verantwortung. Der Aufsichtsrat ist das Kontrollorgan der Raiffeisenbank Werratal-Landeck eG. Er überwacht die Geschäftsführung des Vorstands. Der Aufsichtsrat besteht aus vier Personen. 
Die Generalversammlung setzt sich aus den Mitgliedern der Genossenschaft zusammen. Die Mitglieder üben ihre Rechte in den Angelegenheiten der Genossenschaft in der Generalversammlung aus. Die Generalversammlung beschließt über die im Genossenschaftsgesetz und in der Satzung der Raiffeisenbank Werratal-Landeck eG bezeichneten Angelegenheiten. Dies sind z. B. Änderung der Satzung, Feststellung des Jahresabschlusses, Entlastung des Vorstandes sowie die Wahl der Mitglieder des Aufsichtsrats.

## Sicherungseinrichtung
Die Raiffeisenbank Werratal-Landeck eG ist neben der gesetzlichen Einlagensicherung auch der amtlich anerkannten Sicherungseinrichtung des Bundesverbandes der Deutschen Volksbanken und Raiffeisenbanken GmbH und der zusätzlichen freiwilligen Sicherungseinrichtung des Bundesverbandes der Deutschen Volksbanken und Raiffeisenbanken e.V. angeschlossen.

## Geschäftsausrichtung
Die Raiffeisenbank Werratal-Landeck eG betreibt das Universalbankgeschäft. Im Verbundgeschäft arbeitet sie mit der DZ Bank, R+V Versicherung, Bausparkasse Schwäbisch Hall, Teambank, VR Leasing, DZ Hyp und der Union Investment zusammen.

## Geschäftsgebiet
Das Geschäftsgebiet liegt im Osten des Landkreises Hersfeld-Rotenburg. Es umfasst das Landecker Amt, die Gemeinde Friedewald sowie Teile des Werratals und Westthüringens.
An diesen Orten betreibt die Bank Filialen:
- Heringen (Werra) (Hauptstelle, jur. Sitz)
- Friedewald (Geschäftsstelle)
- Philippsthal (Geschäftsstelle)
- Schenklengsfeld (Geschäftsstelle)

## Gesellschaftliches Engagement
Die Bank engagiert sich in der Region und fördert diese durch Spenden und Sponsoring. 